# Dekongestiv
Dekongestív je zdravilo ali učinkovina, ki zmanjša lokalno prekrvljenost, otekanje nosne sluznice in s tem lajša dihanje skozi nos ter blaži znake prehlada. Običajno se uporablja v obliki obliki kapljic ali pršila za lokalno uporabo v nosu (nazalni dekongestivi), lahko pa gre tudi za zdravila za sistemsko uporabo, ki jih bolnik uporabi skozi usta.
Kot dekongestivi se uporabljajo učinkovine iz skupine simpatikomimetikov (na primer oksimetazolin za lokalno in psevdoefedrin za sistemsko uporabo). Za podobne namene se uporabljajo tudi antialergiki in lokalni glukokortikoidi.
Dolgotrajna uporaba simpatomimetičnih nosnih dekongestivov vodi v tahifilaksijo (zmanjšano odzivnost organizma na zdravilo) in lahko škoduje, saj lahko simptomatiko celo poslabša in povzroči medikamentozni (z zdravili povzročen) rinitis. Uporaba nosnega dekongestiva se v samozdravljenju priporoča le občasno (največ enkrat na 3–4 tedne) in v neprekinjenem trajanju največ pet dni. Pod zdravnikovim nadzorom se lahko uporablja do sedem dni.

## Mehanizem delovanja
Dekongestivi delujejo kot simpatomimetiki in povzročijo skrčenje arteriol in lasnic v nosni sluznici ter posledično zmanjšujejo njeno nabreklost in s tem odmašijo nos. Zmanjšujejo tudi izločanje sluzi in tako zmanjšajo izcedek iz nosu. Učinek nastopi že po nekaj minutah, po nanosu na nosno sluznico pa delujejo do 12 ur.

## Predstavniki
Kot dekongestivi se uporabljajo naslednje učinkovine s simpatomimetičnim delovanjem:
- fenilefrin,
- psevdoefedrin,
- oksimetazolin,
- ksilometazolin.